# 日テレ系人気番組No.1決定戦
『日テレ系人気番組No.1決定戦』（にっテレけいにんきばんぐみナンバーワンけっていせん）は、2013年から2020年まで毎年4月・10月の第1日曜日19:00 - 22:54（JST）に日本テレビ系列で放送されていたバラエティ番組。
正式タイトルは『DASHでイッテQ!行列のできるしゃべくり 日テレ系人気番組No.1決定戦』。別名は『日テレ系人気番組4時間SP』 や『番組対抗』、『番対』。第3回以降は正式タイトルに『2014春』や『2014秋』のように西暦と季節が記されるようになった。

## 概要
日本テレビ系列で放送されている人気番組・新番組・特別番組や日本テレビが制作・出資する映画・イベントの出演者が一堂に会した特別番組。
番組対抗スペシャルとして1990年春から1999年秋まで放送された『スーパークイズスペシャル』、2007年秋から2012年秋まで放送された『日テレ系人気番組が大集合!世界一受けたい授業』の後継番組であった。
『スーパークイズスペシャル』及び『日テレ系人気番組が大集合!世界一受けたい授業』ではクイズをメインとした構成であったが、当番組はVTRとトークがメインとなっており、ブロックごとに各番組が自信のVTRやトークで勝負し、バラエティ番組のMCと新ドラマの主要出演者で構成された審査員がNo.1番組を決定した。
番組は4部構成になっており、19:00より『ザ!鉄腕!DASH!!』、19:58より『世界の果てまでイッテQ!』、20:55より『行列のできる法律相談所』、21:55より『しゃべくり007』 のブロック別である。ただし、ビデオリサーチの視聴率調査上は234分間通しで算出される。
番組タイトルはかつての『スーパークイズスペシャル』と同様にメインとなる番組タイトルの一部をつないだものである。セットは全ブロック通して『行列』のメインセットをアレンジしたもので4時間放送されていた。ただし、第13回（2019年春）の『しゃべくり007』ブロックについては通常の『しゃべくり007』のセットで収録が行われた他、それ以降は『行列』のセットに限らなくなった。
提供クレジットに関しては、2020年秋のみ全ての時間帯（2020年春までは20時台のみ）で通常の番組と同様、薄絨毯つきのカラー表示（一部企業は除く） で20時台に限りスポンサー名の読み上げ入り である。2015年春以降の22時台は、通常時22:30放送の『日曜ドラマ』枠のスポンサーが提供している。
また、2015年春の放送では番組内で『24時間テレビ38 「愛は地球を救う」』のメインパーソナリティーが発表され、「V6」と「Hey! Say! JUMP」の2組が選ばれた。
2021年には当番組に変わり『日テレ系人気番組 春秋のコラボSP!』が放送された。

## コーナー

### 『ザ!鉄腕!DASH!!』ブロック
TOKIO（城島茂・国分太一・松岡昌宏・長瀬智也） がMC陣のブロック。
第12回（2018年秋）までは、「うまいものNo.1決定戦」と称し、各番組で過去に紹介した美味しい食材・料理を紹介する。一部料理は実際にスタジオで調理し、ゲストと審査員が試食。最終的に一番おいしかった料理を紹介した番組がNo.1となる。TOKIOはメンバー全員でMCを務めていた
第13回（2019年春）から第15回（2020年春）まで「番組対抗DASHグランプリ」に変更された。但し、賞品としての料理をかけて戦うため、料理が絡む点は変わらない。ここからMC陣は国分・松岡・長瀬の3人となり、城島は審査員長となった。
第16回（2020年秋）は「うまいもの人脈No.1決定戦」となり、比較的第12回までの内容に近しいものとなった。引き続きMCは3人、城島は審査員長。
TOKIOの役割は当初、ホスト番組の『ザ!鉄腕!DASH!!』内で取り上げた料理の紹介だったが、このブロックのNo.1番組に対しての賞品としてTOKIO自らが調理する料理の提供へ変更された。

### 『世界の果てまでイッテQ!』ブロック
第13回（2019年春）までは内村光良（ウッチャンナンチャン）・宮川大輔・手越祐也（当時NEWS） がMC陣のブロックで、前半は主に「珍プレーアワード」として各番組での出演者たちの名珍場面映像を取り上げ、後半は「番組対抗お祭りバトル」として『イッテQ!』の人気企画「お祭り男」で宮川大輔などが実際に挑戦した世界各国のお祭りをアレンジしたゲームに各番組の代表者が挑戦して優勝を決めていた。第11回（2017年春）より、中岡創一（ロッチ）がメインを務める「QTube」で過去に行った動画企画に各番組の選抜メンバーが挑戦する「QTubeグランプリ」コーナーが新設された。
第14回（2019年秋）以降は『イッテQ!』と『ヒルナンデス!』のみの番組対抗戦という形式となり他番組の出演は無くなった。MC陣はウッチャンナンチャン（内村光良・南原清隆）・手越・宮川・SHELLY・滝菜月（日本テレビアナウンサー）・梅澤廉（日本テレビアナウンサー）で、当番組ではウッチャンナンチャンが初めて共演する形となった。同時にこのブロックで『行列』のセットは使われなくなった。

### 『行列のできる法律相談所』ブロック
第13回（2019年春）までのこのブロックは東野幸治・後藤輝基（フットボールアワー）・宮迫博之（雨上がり決死隊）・徳島えりか（日本テレビアナウンサー）・市來玲奈（日本テレビアナウンサー） がMC陣で、主に「番組が見つけたスターNo.1決定戦」と題して各番組から人気となった人物の紹介や、「あの時〇〇してましたグランプリ」と題して出演者が過去に行った失態エピソードなどを紹介していた。
このブロックでは審査員長として『世界一受けたい授業』から堺正章が務めることが多いが、冒頭で司会の3人から雑な紹介をされた際に派手に転んで審査員席を破壊し（このときのみ壊れやすいものになっている）、セットが壊れてその被害者が生まれるという流れが恒例となっている。
第13回（2019年春）までは、このブロック内の随所に芸能人や素人の物真似に扮した福島善成（ガリットチュウ）が現れ、MC陣から尋ねられた後、ボケた名前を名乗り、一同から「帰れ!」などと突っ込まれるという流れもあった。
第14回（2019年秋）以降は『行列』と『スッキリ』が合同でこのブロックを放送していた。MC陣は東野・後藤・市來に加え、『スッキリ』から加藤浩次（極楽とんぼ）・近藤春菜（ハリセンボン）・水卜麻美（日本テレビアナウンサー）も共に担当していた。

### 『しゃべくり007』ブロック
ネプチューン（名倉潤・堀内健・原田泰造）・くりぃむしちゅー（上田晋也・有田哲平）・チュートリアル（徳井義実・福田充徳）がMC陣のブロック。当番組では上田のみが進行し他のメンバーは出演者と共にパネラー側に回る。主に「公開質問箱007」と題して、各番組の出演者から事前に他番組の出演者に対しさまざまな質問を募集。その中からいくつかを選び、実際に目の前で質問に回答をしてもらう。
第13回（2019年春）は通常の『しゃべくり007』のセットで収録を行った。以降も『行列』のセットは使われなくなった。

## 放送日
- 放送時間は、すべて19:00[注 1] - 22:54[注 21] に放送。

| 放送回 | 放送日        | 参加番組数 | メイン番組                            | 部門                                                             | MC | 審査員                                                                            | No.1番組                                     | 視聴率 |
| ------ | ------------- | ---------- | ------------------------------------- | ---------------------------------------------------------------- | --- | --------------------------------------------------------------------------------- | -------------------------------------------- | ------ |
| 第1回  | 2013年4月7日  | 43番組     | ザ!鉄腕!DASH!!                        | 出演者がマジで感動した うまいものNo.1決定戦                      | TOKIO | 志村けん 佐藤隆太 北村晴男 落合務                                                 | ヒルナンデス!                                | 13.8%  |
| 第1回  | 2013年4月7日  | 43番組     | 世界の果てまでイッテQ!                | 奇跡の映像No.1決定戦                                             | 内村光良（ウッチャンナンチャン） 宮川大輔 手越祐也（当時NEWS）                                                                                                | 米倉涼子 江川卓 羽鳥慎一 出川哲朗                                                 | Going!Sports&News                            | 13.8%  |
| 第1回  | 2013年4月7日  | 43番組     | 世界の果てまでイッテQ!                | 番組対抗お祭りゲーム対決                                         | 内村光良（ウッチャンナンチャン） 宮川大輔 手越祐也（当時NEWS）                                                                                                | 米倉涼子 江川卓 羽鳥慎一 出川哲朗                                                 | Going!Sports&News                            | 13.8%  |
| 第1回  | 2013年4月7日  | 43番組     | 行列のできる法律相談所                | スゴイ人No.1決定戦                                               | 東野幸治 宮迫博之（雨上がり決死隊） 後藤輝基（フットボールアワー） 徳島えりか（日本テレビアナウンサー）                                                       | 長谷川博己 稲森いずみ 木村文乃 中山秀征 城島茂（TOKIO）                           | 月曜から夜ふかし                             | 13.8%  |
| 第1回  | 2013年4月7日  | 43番組     | しゃべくり007                         | 人気番組の 黒～い噂No.1決定戦                                    | ネプチューン くりぃむしちゅー チュートリアル | 藤木直人 山口達也（当時TOKIO） マツコ・デラックス そらジロー                      | 火曜サプライズ                               | 13.8%  |
| 第2回  | 2013年10月6日 | 44番組     | ザ!鉄腕!DASH!!                        | 出演者がマジで感動した うまいものNo.1決定戦                      | TOKIO | 志村けん 菊地幸夫 落合務                                                          | 今夜くらべてみました                         | 14.8%  |
| 第2回  | 2013年10月6日 | 44番組     | 世界の果てまでイッテQ!                | ハプニング映像No.1決定戦                                         | 内村光良（ウッチャンナンチャン） 宮川大輔 手越祐也（当時NEWS）                                                                                                | 竹内結子 阿部サダヲ 福澤朗 夏目三久 出川哲朗                                      | ザ!鉄腕!DASH!!                               | 14.8%  |
| 第2回  | 2013年10月6日 | 44番組     | 世界の果てまでイッテQ!                | 番組対抗お祭りバトル                                             | 内村光良（ウッチャンナンチャン） 宮川大輔 手越祐也（当時NEWS）                                                                                                | 竹内結子 阿部サダヲ 福澤朗 夏目三久 出川哲朗                                      | スクール革命!                                | 14.8%  |
| 第2回  | 2013年10月6日 | 44番組     | 行列のできる法律相談所                | 番組が見つけた スターNo.1決定戦                                  | 東野幸治 宮迫博之（雨上がり決死隊） 後藤輝基（フットボールアワー） 徳島えりか（日本テレビアナウンサー）                                                       | 堺正章 中山秀征 山口達也（当時TOKIO）                                             | 世界の果てまでイッテQ!                       | 14.8%  |
| 第2回  | 2013年10月6日 | 44番組     | しゃべくり007                         | ADQ（ADがつくったクイズ） No.1決定戦                             | ネプチューン くりぃむしちゅー チュートリアル | 南原清隆（ウッチャンナンチャン） 亀梨和也（KAT-TUN） 多部未華子 平愛梨 杉村太蔵   | 今夜くらべてみました                         | 14.8%  |
| 第3回  | 2014年4月6日  | 45番組     | ザ!鉄腕!DASH!!                        | 出演者がマジで感動した うまいものNo.1決定戦                      | TOKIO | 志村けん 杏 上川隆也 菊池幸夫 中村孝明                                            | ヒルナンデス!                                | 20.2%  |
| 第3回  | 2014年4月6日  | 45番組     | 世界の果てまでイッテQ!                | 珍プレー好プレー映像No.1決定戦                                   | 内村光良（ウッチャンナンチャン） 宮川大輔 手越祐也（当時NEWS）                                                                                                | 福澤朗 夏目三久 羽鳥慎一 出川哲朗                                                 | 世界の果てまでイッテQ!                       | 20.2%  |
| 第3回  | 2014年4月6日  | 45番組     | 世界の果てまでイッテQ!                | 番組対抗お祭りバトル                                             | 内村光良（ウッチャンナンチャン） 宮川大輔 手越祐也（当時NEWS）                                                                                                | 福澤朗 夏目三久 羽鳥慎一 出川哲朗                                                 | 幸せ!ボンビーガール                          | 20.2%  |
| 第3回  | 2014年4月6日  | 45番組     | 行列のできる法律相談所                | 番組が見つけた スターNo.1決定戦                                  | 東野幸治 宮迫博之（雨上がり決死隊） 後藤輝基（フットボールアワー） 徳島えりか（日本テレビアナウンサー）                                                       | 二宮和也（嵐） 西川史子 北村晴男                                                  | 世界の果てまでイッテQ!                       | 20.2%  |
| 第3回  | 2014年4月6日  | 45番組     | しゃべくり007                         | 春の公開質問箱007 No.1決定戦                                     | ネプチューン くりぃむしちゅー チュートリアル | 藤木直人 伊原剛志 安達祐実 城島茂（TOKIO） 山口達也（当時TOKIO）                  | 世界一受けたい授業                           | 20.2%  |
| 第4回  | 2014年10月5日 | 42番組     | ザ!鉄腕!DASH!!                        | 出演者がマジで感動した うまいものNo.1決定戦                      | TOKIO | 綾瀬はるか 玉木宏 福士蒼汰 上川隆也 北村晴男 落合務                               | ザ!鉄腕!DASH!!                               | 16.8%  |
| 第4回  | 2014年10月5日 | 42番組     | 世界の果てまでイッテQ!                | 珍プレーアワード                                                 | 内村光良（ウッチャンナンチャン） 宮川大輔 手越祐也（当時NEWS）                                                                                                | 西村雅彦 山口紗弥加 羽鳥慎一 出川哲朗                                             | 笑神様は突然に…                              | 16.8%  |
| 第4回  | 2014年10月5日 | 42番組     | 世界の果てまでイッテQ!                | 番組対抗お祭りバトル                                             | 内村光良（ウッチャンナンチャン） 宮川大輔 手越祐也（当時NEWS）                                                                                                | 西村雅彦 山口紗弥加 羽鳥慎一 出川哲朗                                             | 天才!志村どうぶつ園                          | 16.8%  |
| 第4回  | 2014年10月5日 | 42番組     | 行列のできる法律相談所                | 番組が見つけた 大スター小スターNo.1決定戦                        | 東野幸治 宮迫博之（雨上がり決死隊） 後藤輝基（フットボールアワー） 徳島えりか（日本テレビアナウンサー）                                                       | 中山秀征 山口達也（当時TOKIO） 丸山隆平（関ジャニ∞） 桐谷美玲 知英                | 月曜から夜ふかし                             | 16.8%  |
| 第4回  | 2014年10月5日 | 42番組     | しゃべくり007                         | 秋の公開質問箱007 No.1決定戦                                     | ネプチューン くりぃむしちゅー チュートリアル | 吉川美代子 太川陽介 福澤朗 夏目三久                                               | 有吉反省会                                   | 16.8%  |
| 第5回  | 2015年4月5日  | 46番組     | ザ!鉄腕!DASH!!                        | 出演者がマジで感動した うまいものNo.1決定戦                      | TOKIO | 南原清隆（ウッチャンナンチャン） 多部未華子 大倉忠義（関ジャニ∞） 北村晴男 落合務 | ヒルナンデス!                                | 15.1%  |
| 第5回  | 2015年4月5日  | 46番組     | 世界の果てまでイッテQ!                | 珍プレー好プレーアワード                                         | 内村光良（ウッチャンナンチャン） 宮川大輔 手越祐也（当時NEWS）                                                                                                | 志村けん 吉瀬美智子 小日向文世 出川哲朗                                           | Going!Sports&News                            | 15.1%  |
| 第5回  | 2015年4月5日  | 46番組     | 世界の果てまでイッテQ!                | 番組対抗お祭りバトル                                             | 内村光良（ウッチャンナンチャン） 宮川大輔 手越祐也（当時NEWS）                                                                                                | 志村けん 吉瀬美智子 小日向文世 出川哲朗                                           | 世界の果てまでイッテQ!                       | 15.1%  |
| 第5回  | 2015年4月5日  | 46番組     | 行列のできる法律相談所                | 番組が見つけた スターNo.1決定戦                                  | 東野幸治 宮迫博之（雨上がり決死隊） 後藤輝基（フットボールアワー） 徳島えりか（日本テレビアナウンサー）                                                       | 堺正章 比嘉愛未 満島真之介 山口達也（当時TOKIO） 羽鳥慎一                         | 世界の果てまでイッテQ!                       | 15.1%  |
| 第5回  | 2015年4月5日  | 46番組     | しゃべくり007                         | 春の公開質問箱007 No.1決定戦                                     | ネプチューン くりぃむしちゅー チュートリアル | 城島茂（TOKIO） 江川卓 中山秀征 TAKAHIRO（EXILE）                                 | 4vsX                                         | 15.1%  |
| 第6回  | 2015年10月4日 | 37番組     | ザ!鉄腕!DASH!!                        | 出演者がマジで感動した うまいものNo.1決定戦                      | TOKIO | 上川隆也 三吉彩花 ブラザートム 北村晴男 田崎真也                                  | ヒルナンデス!                                | 16.3%  |
| 第6回  | 2015年10月4日 | 37番組     | 世界の果てまでイッテQ!                | 珍プレー好プレーアワード                                         | 内村光良（ウッチャンナンチャン） 宮川大輔 手越祐也（当時NEWS）                                                                                                | 志村けん 新垣結衣 岡田将生 出川哲朗                                               | 世界の果てまでイッテQ!                       | 16.3%  |
| 第6回  | 2015年10月4日 | 37番組     | 世界の果てまでイッテQ!                | 番組対抗お祭りバトル                                             | 内村光良（ウッチャンナンチャン） 宮川大輔 手越祐也（当時NEWS）                                                                                                | 志村けん 新垣結衣 岡田将生 出川哲朗                                               | スクール革命!                                | 16.3%  |
| 第6回  | 2015年10月4日 | 37番組     | 行列のできる法律相談所                | 妬み嫉みグランプリ                                               | 東野幸治 宮迫博之（雨上がり決死隊） 後藤輝基（フットボールアワー） 徳島えりか（日本テレビアナウンサー）                                                       | 堺正章 天海祐希 沢村一樹 藤原竜也 羽鳥慎一                                        | PON!                                         | 16.3%  |
| 第6回  | 2015年10月4日 | 37番組     | しゃべくり007                         | 禁断の公開質問箱 ベストテン                                      | ネプチューン くりぃむしちゅー チュートリアル | 城島茂（TOKIO） 中山秀征 福澤朗                                                   | シューイチ                                   | 16.3%  |
| 第7回  | 2016年4月3日  | 42番組     | ザ!鉄腕!DASH!!                        | 出演者がマジで感動した うまいものNo.1決定戦                      | TOKIO | 志村けん 大野智（嵐） 波瑠 小池栄子 落合務                                        | news every.                                  | 16.0%  |
| 第7回  | 2016年4月3日  | 42番組     | 世界の果てまでイッテQ!                | 珍プレー好プレーアワード                                         | 内村光良（ウッチャンナンチャン） 宮川大輔 手越祐也（当時NEWS）                                                                                                | 土屋太鳳 福士蒼汰 出川哲朗 羽鳥慎一                                               | ぐるぐるナインティナイン                     | 16.0%  |
| 第7回  | 2016年4月3日  | 42番組     | 世界の果てまでイッテQ!                | 番組対抗お祭りバトル                                             | 内村光良（ウッチャンナンチャン） 宮川大輔 手越祐也（当時NEWS）                                                                                                | 土屋太鳳 福士蒼汰 出川哲朗 羽鳥慎一                                               | Going!Sports&News                            | 16.0%  |
| 第7回  | 2016年4月3日  | 42番組     | 行列のできる法律相談所                | 妬み嫉みグランプリ                                               | 東野幸治 宮迫博之（雨上がり決死隊） 後藤輝基（フットボールアワー） 徳島えりか（日本テレビアナウンサー）                                                       | 堺正章 多部未華子 剛力彩芽 山口達也（当時TOKIO）                                  | ヒルナンデス!                                | 16.0%  |
| 第7回  | 2016年4月3日  | 42番組     | しゃべくり007                         | 春の公開質問箱 ベストテン                                        | ネプチューン くりぃむしちゅー チュートリアル | 城島茂（TOKIO） 岡田将生 松坂桃李 柳楽優弥 福澤朗                                 | 世界の果てまでイッテQ!                       | 16.0%  |
| 第8回  | 2016年10月2日 | 47番組     | ザ!鉄腕!DASH!!                        | 出演者がマジで感動した うまいものNo.1決定戦                      | TOKIO | 志村けん 石原さとみ 東出昌大                                                      | ザ!鉄腕!DASH!!                               | 14.0%  |
| 第8回  | 2016年10月2日 | 47番組     | 世界の果てまでイッテQ!                | 珍プレー好プレーアワード                                         | 内村光良（ウッチャンナンチャン） 宮川大輔 手越祐也（当時NEWS）                                                                                                | 船越英一郎 成海璃子 江川卓 出川哲朗                                               | ZIP!                                         | 14.0%  |
| 第8回  | 2016年10月2日 | 47番組     | 世界の果てまでイッテQ!                | 番組対抗お祭りバトル                                             | 内村光良（ウッチャンナンチャン） 宮川大輔 手越祐也（当時NEWS）                                                                                                | 船越英一郎 成海璃子 江川卓 出川哲朗                                               | Going!Sports&News                            | 14.0%  |
| 第8回  | 2016年10月2日 | 47番組     | 行列のできる法律相談所                | あの一言に傷ついてます… グランプリ                               | 東野幸治 宮迫博之（雨上がり決死隊） 後藤輝基（フットボールアワー） 徳島えりか（日本テレビアナウンサー）                                                       | 唐沢寿明 窪田正孝 西内まりや 中山秀征                                             | news every.                                  | 14.0%  |
| 第8回  | 2016年10月2日 | 47番組     | しゃべくり007                         | 秋の公開質問箱 ベストテン                                        | 名倉潤（ネプチューン） 原田泰造（ネプチューン） くりぃむしちゅー チュートリアル                                                                               | 城島茂（TOKIO） 沢村一樹 藤井流星（ジャニーズWEST） 志田未来 本田翼               | しゃべくり007                                | 14.0%  |
| 第9回  | 2017年4月2日  | 45番組     | ザ!鉄腕!DASH!!                        | 出演者がマジで感動した うまいものNo.1決定戦                      | TOKIO | 南原清隆 二宮和也（嵐） 高梨臨 北村晴男                                           | 嵐にしやがれ                                 | 16.8%  |
| 第9回  | 2017年4月2日  | 45番組     | 世界の果てまでイッテQ!                | Qtubeグランプリ                                                  | 内村光良（ウッチャンナンチャン） 宮川大輔 手越祐也（当時NEWS）                                                                                                | 志村けん 亀梨和也（KAT-TUN） 木村文乃 出川哲朗                                    | 究極の○×クイズSHOW!! 超問!真実か?ウソか?     | 16.8%  |
| 第9回  | 2017年4月2日  | 45番組     | 世界の果てまでイッテQ!                | 番組対抗お祭りバトル                                             | 内村光良（ウッチャンナンチャン） 宮川大輔 手越祐也（当時NEWS）                                                                                                | 志村けん 亀梨和也（KAT-TUN） 木村文乃 出川哲朗                                    | Going!Sports&News                            | 16.8%  |
| 第9回  | 2017年4月2日  | 45番組     | 行列のできる法律相談所                | あの時どうかしてました… グランプリ                               | 東野幸治 宮迫博之（雨上がり決死隊） 後藤輝基（フットボールアワー） 徳島えりか（日本テレビアナウンサー）                                                       | 堺正章 沢尻エリカ 藤木直人 小池栄子                                               | シューイチ                                   | 16.8%  |
| 第9回  | 2017年4月2日  | 45番組     | しゃべくり007                         | 芸能人が芸能人に この場を借りて言いたい! 初めての告白007         | ネプチューン くりぃむしちゅー チュートリアル | 城島茂（TOKIO） 綾野剛 二階堂ふみ 松本薫                                          | ぐるぐるナインティナイン                     | 16.8%  |
| 第10回 | 2017年10月1日 | 42番組     | ザ!鉄腕!DASH!!                        | 出演者がマジで感動した うまいものNo.1決定戦                      | TOKIO | 櫻井翔（嵐） 木村多江 佐藤二朗 又吉直樹（ピース） 北村晴男                        | スクール革命!                                | 14.6%  |
| 第10回 | 2017年10月1日 | 42番組     | 世界の果てまでイッテQ!                | Qtubeグランプリ                                                  | 内村光良（ウッチャンナンチャン） 宮川大輔 みやぞん（ANZEN漫才）                                                                                               | 志村けん ディーン・フジオカ 武井咲 手越祐也（当時NEWS）                           | スッキリ                                     | 14.6%  |
| 第10回 | 2017年10月1日 | 42番組     | 世界の果てまでイッテQ!                | 番組対抗お祭りバトル                                             | 内村光良（ウッチャンナンチャン） 宮川大輔 みやぞん（ANZEN漫才）                                                                                               | 志村けん ディーン・フジオカ 武井咲 手越祐也（当時NEWS）                           | Going!Sports&News                            | 14.6%  |
| 第10回 | 2017年10月1日 | 42番組     | 行列のできる法律相談所                | 私が謝りたい人 グランプリ                                        | 東野幸治 宮迫博之（雨上がり決死隊） 後藤輝基（フットボールアワー） 徳島えりか（日本テレビアナウンサー）                                                       | 高嶋政伸 田中美佐子 速水もこみち                                                  | 人生が変わる1分間の深イイ話 得する人損する人 | 14.6%  |
| 第10回 | 2017年10月1日 | 42番組     | しゃべくり007                         | 芸能人が芸能人に この場を借りて言いたい! 初めての告白007         | ネプチューン くりぃむしちゅー チュートリアル | 城島茂（TOKIO） 綾瀬はるか 加藤一二三                                             | しゃべくり007                                | 14.6%  |
| 第11回 | 2018年4月1日  | 40番組     | ザ!鉄腕!DASH!!                        | 出演者がマジで感動した うまいものNo.1決定戦                      | TOKIO | 菜々緒 佐藤勝利（Sexy Zone） 北村晴男 田崎真也                                    | 行列のできる法律相談所                       | 15.5%  |
| 第11回 | 2018年4月1日  | 40番組     | 世界の果てまでイッテQ!                | Qtubeグランプリ                                                  | 内村光良（ウッチャンナンチャン） 宮川大輔 手越祐也（当時NEWS）                                                                                                | 志村けん 中村アン 古川雄輝 出川哲朗                                               | スッキリ                                     | 15.5%  |
| 第11回 | 2018年4月1日  | 40番組     | 世界の果てまでイッテQ!                | 番組対抗お祭りバトル                                             | 内村光良（ウッチャンナンチャン） 宮川大輔 手越祐也（当時NEWS）                                                                                                | 志村けん 中村アン 古川雄輝 出川哲朗                                               | 24時間テレビ                                 | 15.5%  |
| 第11回 | 2018年4月1日  | 40番組     | 行列のできる法律相談所                | 妬み嫉みグランプリ                                               | 東野幸治 宮迫博之（雨上がり決死隊） 後藤輝基（フットボールアワー） 徳島えりか（日本テレビアナウンサー）                                                       | 堺正章 岩田剛典（三代目J Soul Brothers/EXILE） 浜辺美波 亀梨和也（KAT-TUN）       | 世界の果てまでイッテQ!                       | 15.5%  |
| 第11回 | 2018年4月1日  | 40番組     | しゃべくり007                         | しゃべくり6番勝負                                                | ネプチューン くりぃむしちゅー チュートリアル | 城島茂（TOKIO） 吉高由里子 大谷亮平                                               | メレンゲの気持ち                             | 15.5%  |
| 第12回 | 2018年10月7日 | 40番組     | ザ!鉄腕!DASH!!                        | TOKIOがマジで感動した! 日本列島ごちそうSP                        | 国分太一（TOKIO） 松岡昌宏（TOKIO） 長瀬智也（TOKIO） 桝太一（日本テレビアナウンサー） 尾崎里紗（日本テレビアナウンサー）                                     | 城島茂（TOKIO） 賀来賢人 森泉                                                     | ヒルナンデス!                                | 12.9%  |
| 第12回 | 2018年10月7日 | 40番組     | 世界の果てまでイッテQ!                | Qtubeグランプリ                                                  | 内村光良（ウッチャンナンチャン） 宮川大輔 手越祐也（当時NEWS）                                                                                                | 志村けん 中島健人（Sexy Zone） 遠藤憲一 出川哲朗                                  | スッキリ                                     | 12.9%  |
| 第12回 | 2018年10月7日 | 40番組     | 行列のできる法律相談所                | ゆとり世代VS昭和世代グランプリ                                   | 東野幸治 宮迫博之（雨上がり決死隊） 後藤輝基（フットボールアワー） 徳島えりか（日本テレビアナウンサー）                                                       | 堺正章 新垣結衣 松田龍平                                                          | （ゆとり世代チーム）                         | 12.9%  |
| 第12回 | 2018年10月7日 | 40番組     | しゃべくり007                         | 人気番組チーム対抗! インテリ VS NOTインテリ しゃべくり5番勝負    | 名倉潤（ネプチューン） 上田晋也（くりぃむしちゅー） | 田中圭 吉田沙保里 城島茂（TOKIO）                                                 | （NOTインテリチーム）                        | 12.9%  |
| 第13回 | 2019年4月7日  | 36番組     | ザ!鉄腕!DASH!!                        | TOKIOがマジで感動した! 日本列島ごちそうSP                        | 国分太一（TOKIO） 松岡昌宏（TOKIO） 長瀬智也（TOKIO） 桝太一（日本テレビアナウンサー） 尾崎里紗（日本テレビアナウンサー）                                     | 城島茂（TOKIO） 田中圭 土屋太鳳 髙橋大輔                                          | ヒルナンデス!                                | 14.4%  |
| 第13回 | 2019年4月7日  | 36番組     | 世界の果てまでイッテQ!                | Qtubeグランプリ                                                  | 内村光良（ウッチャンナンチャン） 宮川大輔 手越祐也（当時NEWS）                                                                                                | 志村けん 吉田沙保里 生瀬勝久 出川哲朗                                             | スッキリ                                     | 14.4%  |
| 第13回 | 2019年4月7日  | 36番組     | 行列のできる法律相談所                | 芸能界 変人No.1グランプリ                                        | 東野幸治 宮迫博之（雨上がり決死隊） 後藤輝基（フットボールアワー） 市來玲奈（日本テレビアナウンサー）                                                         | 松下奈緒 田中史朗 具智元 みやぞん（ANZEN漫才）                                    | 火曜サプライズ                               | 14.4%  |
| 第13回 | 2019年4月7日  | 36番組     | しゃべくり007                         | 豪華女優が大集結!7人が質問攻め                                   | ネプチューン くりぃむしちゅー チュートリアル | 城島茂（TOKIO）                                                                   | あなたの番です                               | 14.4%  |
| 第14回 | 2019年10月6日 | 38番組     | ザ!鉄腕!DASH!!                        | TOKIOがマジで感動した! 日本列島ごちそうSP 番組対抗DASHグランプリ | 国分太一（TOKIO） 松岡昌宏（TOKIO） 長瀬智也（TOKIO） 桝太一（日本テレビアナウンサー） 尾崎里紗（日本テレビアナウンサー）                                     | 城島茂（TOKIO） 生田斗真 小池栄子 佐藤隆太                                        | 沸騰ワード10                                 | 13.2%  |
| 第14回 | 2019年10月6日 | 38番組     | 世界の果てまでイッテQ! &ヒルナンデス! | イッテQ!VSヒルナンデス! 対抗戦スペシャル                         | ウッチャンナンチャン 宮川大輔 手越祐也（当時NEWS） SHELLY 梅澤廉（日本テレビアナウンサー）                                                                    | 出川哲朗 高畑充希 佐藤勝利（Sexy Zone） 髙橋海人（King & Prince）                 | 世界の果てまでイッテQ!                       | 13.2%  |
| 第14回 | 2019年10月6日 | 38番組     | 行列のできる法律相談所 &スッキリ      | 謝りたいグランプリ                                               | 東野幸治 後藤輝基（フットボールアワー） 市來玲奈（日本テレビアナウンサー） 加藤浩次（極楽とんぼ） 近藤春菜（ハリセンボン） 水卜麻美（日本テレビアナウンサー） | 賀来賢人 井浦新 廣瀬俊朗                                                          | スッキリ                                     | 13.2%  |
| 第14回 | 2019年10月6日 | 38番組     | しゃべくり007                         | 人気番組!秘密兵器グランプリ                                      | 堀内健（ネプチューン） 原田泰造（ネプチューン） くりぃむしちゅー チュートリアル                                                                               | 城島茂（TOKIO） 本田翼 風間俊介                                                   | ウチのガヤがすみません!                      | 13.2%  |
| 第15回 | 2020年4月5日  | 39番組     | ザ!鉄腕!DASH!!                        | TOKIOがマジで感動した! 日本列島ごちそうSP 番組対抗DASHグランプリ | 国分太一（TOKIO） 松岡昌宏（TOKIO） 長瀬智也（TOKIO） 桝太一（日本テレビアナウンサー） 尾崎里紗（日本テレビアナウンサー）                                     | 城島茂（TOKIO） 篠原涼子 中島健人（Sexy Zone） 平野紫耀（当時King & Prince）      | ZIP!                                         | 14.7%  |
| 第15回 | 2020年4月5日  | 39番組     | 世界の果てまでイッテQ! &ヒルナンデス! | イッテQ!VSヒルナンデス! 対抗戦スペシャル                         | ウッチャンナンチャン 宮川大輔 手越祐也（当時NEWS） 滝菜月（日本テレビアナウンサー） 梅澤廉（日本テレビアナウンサー）                                          | 出川哲朗                                                                          | 世界の果てまでイッテQ!                       | 14.7%  |
| 第15回 | 2020年4月5日  | 39番組     | 世界の果てまでイッテQ! &ヒルナンデス! | イッテQ!VSヒルナンデス! 対抗戦スペシャル                         | ウッチャンナンチャン 宮川大輔 手越祐也（当時NEWS） 滝菜月（日本テレビアナウンサー） 梅澤廉（日本テレビアナウンサー）                                          | 出川哲朗                                                                          | ヒルナンデス!                                | 14.7%  |
| 第15回 | 2020年4月5日  | 39番組     | 行列のできる法律相談所 &スッキリ      | 芸能界変人グランプリ                                             | 東野幸治 後藤輝基（フットボールアワー） 市來玲奈（日本テレビアナウンサー） 加藤浩次（極楽とんぼ） 近藤春菜（ハリセンボン） 水卜麻美（日本テレビアナウンサー） | 広瀬アリス 浜辺美波 羽鳥慎一                                                      | スッキリ                                     | 14.7%  |
| 第15回 | 2020年4月5日  | 39番組     | しゃべくり007                         | スマホで探せ! 美女検索グランプリ                                 | ネプチューン くりぃむしちゅー 福田充徳（チュートリアル） | 小池栄子 小芝風花                                                                 | しゃべくり007                                | 14.7%  |
| 第16回 | 2020年10月4日 | 37番組     | ザ!鉄腕!DASH!!                        | うまいもの人脈No.1決定戦                                         | 国分太一（TOKIO） 松岡昌宏（TOKIO） 長瀬智也（TOKIO） 尾崎里紗（日本テレビアナウンサー）                                                                      | 城島茂（TOKIO） 本田翼 石塚英彦（ホンジャマカ）                                   | 火曜サプライズ                               | 11.7%  |
| 第16回 | 2020年10月4日 | 37番組     | 世界の果てまでイッテQ! &ヒルナンデス! | イッテQ!VSヒルナンデス! 対抗戦スペシャル                         | ウッチャンナンチャン 滝菜月（日本テレビアナウンサー） 梅澤廉（日本テレビアナウンサー）                                                                        | 出川哲朗                                                                          | ヒルナンデス!                                | 11.7%  |
| 第16回 | 2020年10月4日 | 37番組     | 行列のできる法律相談所 &スッキリ      | あの事件の真相グランプリ                                         | 東野幸治 後藤輝基（フットボールアワー） 加藤浩次（極楽とんぼ） 市來玲奈（日本テレビアナウンサー）                                                             | 坂口健太郎 大島優子                                                               | ZIP!                                         | 11.7%  |
| 第16回 | 2020年10月4日 | 37番組     | しゃべくり007                         | これなら絶対勝てます! 私の持ち込み007                            | ネプチューン くりぃむしちゅー 福田充徳（チュートリアル） | -                                                                                 | （美しすぎるゲストチーム）                   | 11.7%  |

## 参加番組
五十音順に配列。
※放送回によって番組タイトルが表記や改題される場合あり。

## ネット局
| 放送対象地域   | 放送局                    | 系列                                         | 放送時間 毎年4・10月 第1日曜日 | ネット状況 | 備考   |
| -------------- | ------------------------- | -------------------------------------------- | ------------------------------ | ---------- | ------ |
| 関東広域圏     | 日本テレビ（NTV）         | 日本テレビ系列                               | 19:00 - 22:54                  | 制作局     | 制作局 |
| 北海道         | 札幌テレビ（STV）         | 日本テレビ系列                               | 19:00 - 22:54                  | 同時ネット |        |
| 青森県         | 青森放送（RAB）           | 日本テレビ系列                               | 19:00 - 22:54                  | 同時ネット |        |
| 岩手県         | テレビ岩手（TVI）         | 日本テレビ系列                               | 19:00 - 22:54                  | 同時ネット |        |
| 宮城県         | ミヤギテレビ（MMT）       | 日本テレビ系列                               | 19:00 - 22:54                  | 同時ネット |        |
| 秋田県         | 秋田放送（ABS）           | 日本テレビ系列                               | 19:00 - 22:54                  | 同時ネット |        |
| 山形県         | 山形放送（YBC）           | 日本テレビ系列                               | 19:00 - 22:54                  | 同時ネット |        |
| 福島県         | 福島中央テレビ（FCT）     | 日本テレビ系列                               | 19:00 - 22:54                  | 同時ネット |        |
| 山梨県         | 山梨放送（YBS）           | 日本テレビ系列                               | 19:00 - 22:54                  | 同時ネット |        |
| 新潟県         | テレビ新潟（TeNY）        | 日本テレビ系列                               | 19:00 - 22:54                  | 同時ネット |        |
| 長野県         | テレビ信州（TSB）         | 日本テレビ系列                               | 19:00 - 22:54                  | 同時ネット |        |
| 静岡県         | 静岡第一テレビ（SDT）     | 日本テレビ系列                               | 19:00 - 22:54                  | 同時ネット |        |
| 富山県         | 北日本放送（KNB）         | 日本テレビ系列                               | 19:00 - 22:54                  | 同時ネット |        |
| 石川県         | テレビ金沢（KTK）         | 日本テレビ系列                               | 19:00 - 22:54                  | 同時ネット |        |
| 福井県         | 福井放送（FBC）           | 日本テレビ系列                               | 19:00 - 22:54                  | 同時ネット |        |
| 中京広域圏     | 中京テレビ（CTV）         | 日本テレビ系列                               | 19:00 - 22:54                  | 同時ネット |        |
| 近畿広域圏     | 読売テレビ（ytv）         | 日本テレビ系列                               | 19:00 - 22:54                  | 同時ネット |        |
| 鳥取県・島根県 | 日本海テレビ（NKT）       | 日本テレビ系列                               | 19:00 - 22:54                  | 同時ネット |        |
| 広島県         | 広島テレビ（HTV）         | 日本テレビ系列                               | 19:00 - 22:54                  | 同時ネット |        |
| 山口県         | 山口放送（KRY）           | 日本テレビ系列                               | 19:00 - 22:54                  | 同時ネット |        |
| 徳島県         | 四国放送（JRT）           | 日本テレビ系列                               | 19:00 - 22:54                  | 同時ネット |        |
| 香川県・岡山県 | 西日本放送（RNC）         | 日本テレビ系列                               | 19:00 - 22:54                  | 同時ネット |        |
| 愛媛県         | 南海放送（RNB）           | 日本テレビ系列                               | 19:00 - 22:54                  | 同時ネット |        |
| 高知県         | 高知放送（RKC）           | 日本テレビ系列                               | 19:00 - 22:54                  | 同時ネット |        |
| 福岡県         | 福岡放送（FBS）           | 日本テレビ系列                               | 19:00 - 22:54                  | 同時ネット |        |
| 長崎県         | 長崎国際テレビ（NIB）     | 日本テレビ系列                               | 19:00 - 22:54                  | 同時ネット |        |
| 熊本県         | くまもと県民テレビ（KKT） | 日本テレビ系列                               | 19:00 - 22:54                  | 同時ネット |        |
| 大分県         | テレビ大分（TOS）         | 日本テレビ系列 フジテレビ系列                | 19:00 - 22:54                  | 同時ネット |        |
| 宮崎県         | テレビ宮崎（UMK）         | フジテレビ系列 日本テレビ系列 テレビ朝日系列 | 19:00 - 22:54                  | 同時ネット |        |
| 鹿児島県       | 鹿児島読売テレビ（KYT）   | 日本テレビ系列                               | 19:00 - 22:54                  | 同時ネット |        |

## スタッフ
第16回
- 総合演出：髙橋利之、古立善之、上利竜太（上利→第15回-）
- 構成：桜井慎一、小野高義、山名宏和、石塚祐介（石塚→第5,16回）
- TM：小椋敏宏（第8回 - ）、新名大作（第4回 - ）、山本聡一（第1回 - ）
- SW：村松明（第7,10,12,13回 - ）、高野信彦（第15回-、第3,7,9-12,14回はカメラ）、三井隆裕（第11-13,16回）
- カメラ：加美山稔（第10,11,13,16回）、中村哲也（第1,8,9,13,15回-）、伊藤孝治（第16回）
- MIX：大島康彦（第1,3,4,7-9,12回-）、山田値久（第9,16回）
- 調整（第13回-、第9回以来）：向山江梨佳、小峰祐司、石坂忠義（共に第16回）
- 照明：高橋明宏、粂野高央（共に第16回）、千葉雄（第5,6,10,15回-）
- 編集・MA：スタジオヴェルト、オムニバスジャパン
- マルチ：ジャパンテレビ
- 音効：加藤つよし、クォン・ジンホ、保苅智子、鶴巻香奈、岡田淳一（加藤・保苅→第1回 - 、クォン→第9回 - 、鶴巻→第13回 - 、岡田→第15回 - ）
- 美術：栗原和也（第8回 - ）
- デザイン：小川裕史（第8,16回）
- データ放送（第8回-）：高橋直樹（第8回 - ）、菅野智美（第13回 - ）
- TK：石島加奈子（第1-11,13回 - ）、塚越倫子（第1,2,9回 - ）、山沢啓子（第1回 - ）、木下渚（第16回）
- リサーチ：VISPO（第1,4,5,7回 - ）、フルタイム（第1,5,9,10,12,13,14,16回）
- 資料協力（第15回-）：アフロ（第15回-）
- 撮影協力（第16回）：㈱第一ビルディング（第16回）
- デスク：山中いづみ、酒井しのぶ、難波亜矢、小林祐子、中原美佳（中原→第16回）、阿部絵里子、岩渕里菜（岩渕→第14回-）
- 〈DASHブロック〉
  - ナレーター：平野義和
  - AD：西岡孝輔、花井理奈子、大野寿史（共に第16回）、谷口英史（第14,16回）、浅野優太（第16回）
  - AP：井手茶智（第3回 - ）
  - ディレクター：味岡晃司（第2回 - 、第1回はAD）、上村雄一（第5-12,14回 - 、第2回は行列ブロックD）、高橋順（第16回、第1-4,10,11回は当ブロックAD）、岡田萌（第16回、第6,13回は当ブロックAD）、田川浩子（第4,15回）、高宮恵蔵（第1,16回）
  - CD：中澤洋貴（第2回 - 、第1回は当ブロックディレクター）
  - プロデューサー：切替愛（第3回 - 、第1,2回は当ブロックAP）
- 〈イッテQ!ブロック〉
  - ナレーター：立木文彦、真地勇志
  - AD：掛田翔子（第14,16回）、川崎未奈、岩井香奈依、佐々木宥（共に第16回）
  - AP：髙橋容子（第8回 - ）
  - ディレクター：大矢啓太（第11回-）、小野寺健（第14,16回）、吉村彰人（第1,3-7,9,16回）、前川瞳美（第9,13回-）
  - CD：猪股由太郎（第3,16回）
  - プロデューサー：岡崎成美、中村昌哉、伊藤英恵、円城寺剛（円城寺→第14回-、第1-13回は当ブロックAP）
- 〈行列ブロック〉
  - ナレーター：林田尚親
  - AD：森田新之介（第11,15回-）、藤原優太（第13,16回）、近藤優人、千田野々香、冨田栞里、齊藤杏美、森井恒成、征録未来、糸魚川幸希（共に第16回、冨田→第15回はしゃべくりブロックAD）
  - AP：東條いづみ（第2回 - ）、安田純奈（第11,14,16回）、佐藤由美、張瑋容（共に第16回）、星野智絵（第7,8,12回-）
  - ディレクター：髙橋公彦（第1,16回）、吉田陵（第9,16回）、須藤将太（第8,13回-、第2-4回は当ブロックAD）、有瀧希（第13,14,16回、第5回は当ブロックAD）、三木茜（第15回-、第6-8回は当ブロックAD）、齋藤健太、飯塚翔、遠山広、岡田直也、牧野裕介、齋藤直人（共に第16回、飯塚→第15回はしゃべくりブロックCD）
  - CD：木下仁志（第9,11,16回）
  - プロデューサー：向山典子（第6-11,13,16回）、竹内加奈子（第14回-、第9,10回は当ブロックAP）、佐藤理恵（第16回、第8-10,12回はしゃべくりブロックプロデューサー）
- 〈しゃべくりブロック〉
  - ナレーター：ラルフ鈴木（日本テレビアナウンサー）
  - AD：石岡桜咲（第16回）、久保陸（第15回-）、吉村大輝（第16回）、石井晶子（第15回-）、輿水裕介（第16回）
  - AP：杉本朋子（第8,10,15回-）、今村真乃美（第11,13回-）、原田貴子（第16回）
  - ディレクター：岩本智也（第4,15回-、第2回はCD）、飯塚翔（第16回、第15回はCD）、髙橋公彦（第16回）、村松佑亮（第15回-）
  - CD：作井正浩（第16回、第7回は当ブロックD、第9,10回は行列ブロックD）
  - プロデューサー：木下俊（第6-8,11,15回-）、山脇由紀子（第15回-、第7回は当ブロックAP）
- プロデューサー：小林拓弘、吉無田剛、宮崎慶洋、田中俊光、杉山直樹、岩崎小夜子、沢田健介（吉無田は第5回 - 、宮崎は第10回 - 、第8,9回はDASHブロックAP、杉山は第13回 - 、第10,11回はAP、岩崎は第14回 - 、小林・田中・沢田は第16回）
- 統轄プロデューサー：島田総一郎（第13回 - 、第2-12回はプロデューサー）
- チーフプロデューサー：川邊昭宏（第14回 - 、第1-7回は総合演出）、清水星人（第16回、第1-15回は総合演出）、江成真二（第16回）
- 制作協力：日企、Call、極東電視台、acro、いまじん、てっぱん（日企・Call・極東・いまじん→第1回-、アクロ→第1,3回-、てっぱん→第9,12,16回）
- 製作著作：日本テレビ

### 過去のスタッフ
- 総合演出：藤森真実（第8 - 14回）
- 構成：成瀬正人（第1,4,7,13,15回）、木南広明（第2,9,10,14回）、大谷裕一（第3,6,8,11,12回）、都築浩（第9 - 14回、第8回まではコンセプト）、金森直哉（第11回）、鮫肌文殊（第11,15回）、そーたに（第12 - 14回）
- TM：江村多加司（第1-6回）、佐治佳一（第1-5回）、石塚功（第2,3回）、清水秀明（第6-9回）、保刈寛之（第11-13回）
- SW：村上和正（第1-4,6-10回）、鎌倉和由（第1回）、小林宏義（第2,5,7,9,11,12回）、望月達史（第3回）、蔦佳樹（第4,6,8,10,13,14回、第2回はカメラ）、渡辺滋雄（第7,10,11回）、米田博之（第1,2,13回）
- カメラ：榎本丈之（第1回）、日向野崇（第1,8-10,13回）、中村佳央（第2,7,10,11,14回）、小林豊（第3-5回）、津野祐一（第5-9,14回）、岡田勇輝（第6回）、西阪康史（第7,11-13回）、横田将宏（第12,15回）
- MIX：池田正義（第1,2.4,6,7,15回）、三石敏生（第2,3,5-8,10-12,14,15回）、今野健（第2,3回）、加賀金重郎（第3回）、原秀彰（第7,11回）、白水英国、中村宏美（共に第10,13回）
- 調整：石野太一（第1回）、佐久間治雄（第2,6,14回）、飯島友美（第3-9,15回、第11回はVE）、斎藤孝行（第4,5回）、天内理絵（第5回）、矢田部昭（第7回）、鈴木昭博（第7,9,14,15回、第12回はVE）、三山隆浩（第10回）、古手川大（第13回）、三崎美貴（第15回、第11回はVE）
- VE：山口考志（第1,11回、第2,8回は調整）、岩原正明（第11回）、天内理絵（第12回）
- 照明：小笠原雅登（第1,7-14回）、加藤恵介（第1,3,4,12,14回）、井口弘一郎（第2回）、名取孝昌（第3,7,13回）、宮田千尋（第4-7,9,11回）、藤山真緒（第6,15回）、木村弥史（第8回）
- 美術：佐藤千穂（第1-8回）
- 音効：白川亮太（第1-8回）、高取謙（第1回）、梅津承子（第2-6回）、大井加奈子（第7,9-12回）
- デザイン：星野充紀（第1回）、波多野真理（第1-15回）
- データ放送（第8回-）：久保沙紀子（第8-10回）、篠崎巨佳（第11,12回）
- TK：西岡八生子（第3,5-8回）、山際慎子（第12回）、近藤奈々（第13,15回）
- 広報：玉造昌和（第1,2回）
- デスク：宮城知代（第1-14回）
- リサーチ：フォーミュレーション、ジーワン（ジー→第1,9,13,14回）
- 資料協力（第15回-）：ゲッティ（第15回）
- 実験協力（第13回）：ア・メイズ（第13回）
- 協力（第14回）：グローブライド株式会社、JOY CRAFT、ぶ〜プロ、アニマルプロ（共に第14回）
- 〈DASHブロック〉
  - ナレーター：バッキー木場
  - AD：上本駿（第7回）、大河和輝（第8回）、田中杏奈（第4,5,8,9,11回）、野島彩希（第12,14回）、田中麗奈（第12,15回）、佐藤圭悟（第13回）、筒井菜紬（第13-15回）、蒔田斗郁（第15回）
  - ディレクター：矢野明日美（第1-3回）、小笠原将（第8,12,13回）、來住優子（第9回、第6,7回は当ブロックAD）、木下昌洋、久木野大（第11回）、及川諒（第13 - 15回 、第2,5回は当ブロックAD）
  - プロデューサー：竹村薫、石川京子（第1,2回）
- 〈イッテQ!ブロック〉
  - AP：吉澤枝里子（第1-8回）
  - AD：佐藤智之（第1,3回）、黒柳勇人（第3,6回）、小倉卓（第4回）、長谷川美典（第5回）、松永典子（第6回）、木根奬大（第7,11,12回）、北見大地（第7,10,11,13回）、三田祐（第8回）、石田真之介（第9回）、円城寺健一（第10回）、加賀南海（第12回）、佐々木萌乃、舟木萌（共に第13回）、安藤愛優美、ホードル麻里奈（共に第14回）、岸秀憲、岩野美希、藤本大輝（共に第15回）
  - CD：相田貴史（第1,7-9,11,13-15回）、白井秀和（第10,12回、第8回はディレクター）
  - ディレクター：武井正弘（第1,2,4,6-8回）、鶴巻昌宏（第9,10回、第1,2回はAD）、立澤哲也（第1-5,7,8,10,11回）、藤野研介（第12,13,15回、第4,9回は当ブロックAD）、須原翔（第13回）、石﨑史郎（第14回、第4-6回はCD）
- 〈行列ブロック〉
  - ナレーター：佐藤賢治、平田広明
  - AP：中村久美（第2,3回）、成子美里（第1回）、本橋亜土（第4-6回）、青木唯香（第12回）、松本幸子、熊木みほ（松本・熊木→第13回）、金ビンナ（第14,15回）、小松愛、山浦ひろみ、板野夏季、藤森彩夏（小松・山浦・板野・藤森→第15回）
  - AD：藤田大樹（第1回）、庄司将人（第2回）、河野拓馬（第3回）、河合亮輔（第5回）、杣俊輔（第6回）、樫尾魅（第7,8回）、増田行玖（第9回）、河田里実（第10回）、石田駿弥（第9-12回）、石川卓哉（第12回）、今咲乃（第12,14回）、三浦大明、山田紀人、前田優子、青山広野、青海りな（全員第13回）、小松祥（第13,15回）、利元智幸、田中雄大、須藤拓巳、鈴木あかり、河崎千佳子（全員第14回）、松原優貴、佐藤豪、小泉瑠沙子（共に第14,15回）、稲田成紗、小嶋眞生、谷口真美（共に第15回）
  - CD：市川隆（第1-8,10,13,15回）、塚田直之（第12回）、大楽和也（第14回）
  - ディレクター：渡辺浩則（第2-4,8,10回）、阿多野淳（第1,2,4-7回）、日野力（第3,5,6回）、落合圭太（第3-5回）、古沢将（第7回、第4回はAD）、間篠高行（第10回）、鈴木大介（第1,6,8,9,11回）、綾部健二（第11回）、南村洋志（第11,13,15回）、山嶋将義、野満一朗太（共に第12回）、増田貴也（第12,14回）、高梨智子、池田翔、下村彩人（高梨・池田・下村→第13回）、安戸あゆみ（第13-15回）、蒲龍太郎、小澤博之、桑山ゆうり（共に第13,15回）、柏田雄二（第14,15回、第2,5回はイッテQ!ブロックAD）、笠原瑠宇久（第14,15回）、杉浦啓太（第14回）
  - プロデューサー：相川弘隆（第1-10回）、髙松明央（第1-5回）、荻原伸之（第8,11,13,15回、第1-6回はイッテQ!ブロックプロデューサー）、小島俊一（第11,12回）、井上伸正（第12,14回）、柳井千晴（第12-15回）、南里梨絵（第13回）、三浦由舞（第14,15回）
- 〈しゃべくりブロック〉
  - AP：内野絵美（第1-6回）、川村彩佳（第1回）、佐藤愛（第2回）、坂元紫乃（第4,8,10回）、島田典子（第7回）、杉本ルリ子（第9,12回）、松原由希子(香)（第9,11,15回は由希香名義）、稲葉芳士（第13回）、金雪愛（第14回）、久石悠子（第15回）
  - AD：園山みさと（第1回）、土佐実季世（第2回）、宮城将太、宮川裕史（第3回）、森靖典（第4,9回）、檜山黄菜（第5回）、髙(高)橋孝平（第5,6回）、金雪愛（第8回）、志村慧里子（第9,12回）、丸田哲也（第7,11回）、白水央人（第10,14回）、山本梨央（第11回）、前田晋平（第12回）、堀内有希、唯山紅葉（共に第13回）、堀真生、兵頭真優（共に第14回）、坂根道紀（第15回）
  - CD：伊藤航（第1,3,5,6回）、川俣和也（第4,9,12回）、川端鉄也（第7,11回、第5回はディレクター）、諏訪一三（第8,10,14回）、仲西正樹（第13回、第1,3,6回は当ブロックディレクター）
  - ディレクター：石丸貴寛（第1,3回）、黒石岳志、村田欣也、佐々木文恵（第2回）、熊谷芳子（第4,8,10回）、小林亘（第4,8,10,14回）、飯高昌宏（第7回）、菅野健治（第8,10,14回）、柳瀬寿明、渡辺学（第9回）、竹田卓将（第9,12回）、山下聖司（第11回）、平野玲二（第11回、第2,7回はAD）、杉本泰規（第7,11回）、佐藤初好（第13回、第1回は当ブロックAD）、横山琢磨（第14回、第4,8,10回は当ブロックAD）、鶴丸瑛子（第14回）、瀧本雄将（第15回）
  - プロデューサー：安田友里（第1,3回）、吉田一浩（第1,3,5-10,13回）、壇沙織（第2回）、名田雅哉（第2,11回、第1,3-10回は行列ブロックプロデューサー）、石原由季子（第4,6-10,14回）、村越多恵子（第7,10,13回、第5,6回は当ブロックAP）
- AP（第10回 - ）：伊藤茉莉衣（第10,11回）
- プロデューサー：岩下英恵（第2-13回）、切田美伸（第4,5回、第1-3回はDASHブロックAP）、西川宏一（第5回）、福田一寛（第6回）、小野隆史（第2-7回）、藤﨑一成（第8回）、笹部智大（第7-10回）、廣瀬由紀子（第9-12回）、末延靖章（第10-15回）、笹木哲（第13,14回）、渡邉文哉（第13-15回、第12回は行列ブロックAP）
- 統括プロデューサー：松本京子（第4,5回、第1-3回はプロデューサー）
- チーフプロデューサー：加藤幸二郎（第1-5回）、田中宏史（第2-7回、第1回はプロデューサー）、道坂忠久（第6,7,12-15回、第1-3回はプロデューサー→第4,5回は統括プロデューサー）、松岡至（第8,9回）、糸井聖一（第10,11回）、伊東修（第12,13回）、横田崇（第12-15回、第6-11回はプロデューサー）
- 制作協力：MOSQUITO（第1,3,5,6,13回）、ジッピー（第1-6,11,13回）、ZION（第4,8,10,14回）、創輝（第11-15回）